# Pass transistor logic
Pass transistor logic é um esquema de eletrônica utilizado na construção de circuitos integrados. É utilizado para implementar funções booleanas através de chaves. Estas chaves geralmente são obtidas com transistores de passagem. Tais chaves podem ser implementadas utilizando-se de um único transistor NMOS ou de um par NMOS + PMOS. Um pré requisito básico no projeto de um circuito PTL é que deve-se assegurar sempre que haverá um caminho de condução à VDD ou GND em todos os nodos do circuito.